# Con el amor no se juega (Musset)
Con el amor no se juega (también traducida, en algunas versiones más antiguas, como No hay burlas con el amor) es una obra de teatro de tres actos de Alfred de Musset, publicada en 1834 en la Revue de deux mondes y representada en la Comédie-Française.
Musset escribió esta obra en prosa a los 24 años, a partir de un esbozo en verso, y eligió categorizarla como Proverbio, género dramático menor de salón, basado en una intriga sentimental ligera; pero en el último acto se aleja del género bajo la influencia del drama romántico, con la presencia del fracaso y la muerte.

## Historia del texto
En marzo de 1834, Musset deja Venecia solo, tras el drama de la ruptura con George Sand, que lo abandona para marcharse con el médico Pagello. Comienza entonces una correspondencia amistosa « más ardiente que el amor »  entre ambos amantes separados, en la que Musset informa que tiene como proyecto escribir su historia, « de bâtir un autel, fût-ce avec ses os » ("construirle un altar, aunque fuera con sus propios huesos") a George, que será la futura novela La Confesion de un hijo del siglo. Pero François Buloz, el director de la Revue de deux mondes, le encarga una comedia para la continuación de Un spectacle dans un fauteuil, dejando al poeta desengañado, pues no sabía ni siquiera « comment lui faire une malheureuse comédie » («cómo hacerle una desgraciada comedia»). Es, pues, sin entusiasmo, que comienza a escribir Con el amor no se juega, acabando dos mes más tarde, para dedicarse por fin all proyecto de su novela.
La apasionada relación que había mantenido con George Sand ha alimentado la obra en gra medida; de ahí que en la escena 5 del acto II retome pasajes de las cartas escritas por George Sand en el transcurso del conflicto amoroso (« Todos los hombres son mentirosos, inconstants… »)
Musset escogió escribir para la lectura tras el fracaso de la representación de la Nuit vénitienne (La noche veneciana) en 1830 : el texto se publicó  en la Revue des deux mondes en 1834 y el volumen de 1840. La primera representación de Con el amor no se juega tiene lugar en 1861 (después de la muerte del autor, en 1857); pero hará falta esperar a1923 para ver en escena la versión original completa.

## Sinopsis
La obra se desarrolla en el castillo del Barón, y tiene como protagonistas a Camilla, su sobrina, una joven de 18 años que acaba de salir del convento, y su primo de 21 años, Perdican, doctorado recientemente. Ambos jóvenes gente se encuentran después de diez años de separación en ese castillo tan querido para ellos, donde han crecido y jugado, y donde se han amado. El Barón tiene la intención de casar a ambos primos.
Perdican y Camilla se aman desde siempre, pero esta última, educada de manera muy estricta por las monjas del convento, todas víctimas de amores desdichados, ha aprendido a desconfiar de los hombres. Por lo tanto, ha tomado la decisión de volver allí y consagrar su vida a Dios.
Camille continúa, a pesar de todo, por puro orgullo ocultando sus sentimientos hacia Perdican. Así que le envía una carta a Luisa (una religiosa de su convento que la ha influido fuertemente con el ejemplo de sus propias desgracias, disuadiéndola de abandonar ese lugar donde está « a salvo ») en la que le explica que ha hecho todo lo posible para hacerse aborrecer por Perdican, y afirma que este último está desesperado a causa de su rechazo a casarse.
Durante una disputa entre la Señora Pluche y Maese Blazius, Perdican se topa con la carta. Herido en su amor propio, se deja dominar por el orgullo y la vanidad, y decide demostrarle que está equivocada seduciendo a Rosette, una joven campesina, hermana de leche Camilla, esperando así poner celosa a su prima, y la cita para que presencie la escena. 
Pero Camilla se entera por la Señora Pluche de que Perdican ha leído su carta, y comprende así su comportamiento. Por venganza, afirma a Rosette que Perdican se está burlando de ella. Rosette se percata del desprecio y pierde el conocimiento. Camilla y Perdican se confiesan finalmente su amor en la última escena; pero Rosette, que los observaba a escondidas, no puede soportar el desengaño y muere de la emoción : « Elle est morte. Adieu, Perdican » («Ha muerto. Adiós, Perdican»), concluye Camilla.

### La libertad formal
La obra se presenta como un Proverbio que tiende al drama romántico, pero se distingue de este género por la ausencia de situación históricamente definida y de heroización de los personajes, que continúan siendo comunes y entran más bien dentro de lo novelesco.
Se da una estructuración formal en actos y escenas; pero estos son, por lo general, cuadros con una multiplicación de los lugares : varios lugares dentro del castillo (sala de recepción, comedor, habitación de Camilla), pero también la plaza delante del castillo, lugar de contacto social, y, más allá, la naturaleza (campos, bosque, aprisco, oratorio: lugar de intimidad y de drama durante la última confrontación). La diversidad formal se presenta también a través de los diálogos, que van de la vivacidad extrema (inicio del acto III, escena 2), a la declamación (coro en el acto I, escena 1; acto II, escena 5; o acto II, escena 8) y el monólogo (Perdican en el acto III, escena 1 y, con intención de parodia, Bridaine, en acto II, escena 1). 
Este juego del lenguaje se completa con el juego teatral, ya sea mediante cartas, testigos escondidos, la parodia del coro antiguo o el hecho de establecer con el espectador una complicidad con las diversas manipulaciones.
La mezcla de personajes (estampas de « fantoches » con personalidades más trabajadas) participa también de esta explosión de teatralidad, ya que, a esta diversidad de los personajes, corresponde una diversidad de tonos, que van de lo agradable y burlesco a lo trágico y patético, con una desaparición progresiva del tono cómico.

### Temática
Encontramos temas secundarios, como la problemática social, con la caricatura del Barón sobrepasado por la situación, al igual que Blazius, Bridaine y la Señora Pluche, que han fracasado en su ambición educativa : se trata, muy evidentemente, de una generación de viejos que no comprenden en absoluto el ímpetu de la juventud. La cuestión de la violencia social es ilustrada, por otra parte, a través de Rosette, la campesina despreciada por Camilla y manipulada por Perdican, que juega con su estatus de amo y la conducirá a la perdición. 
Un tema adyacente completa al precedente y se le opone, sin que Musset profundice realmente en él: el de la naturaleza, representada por Rosette, en quien el estado de naturaleza está asociado a la inocencia, que Perdican relaciona con la felicidad perdida de la niñez.
Un punto en el que se profundiza más lo constituye el anticlericalismo; denunciando Musset el estilo de vida de los hombres de Iglesia, pero, sobre todo, la detestable educación religiosa de las jóvenes, que las priva de la felicidad terrenal del amor. La crítica se presenta a través de la burla de los religiosos glotones y delatores; pero, más aún, con la denuncia de la perversión de la devoción que conduce más al odio a los hombres que al amor a Dios; perversión ilustrada por la evocación de la figura de Luisa por parte de Camilla. El personaje seco y amargado de la Señora Pluche es otra ilustración del fracaso del camino de la religión, más allá de la educación de las jóvenes.
Los temas mayores de la obra van, no obstante, más allá de estas connotaciones de la época, y alcanzan temas universales con una coloración romántica particular : el  amor y el sentimiento trágico de la vida. Al principio, Musset pone en escena, siguiendo la estela de  Marivaux, el libertinaje y las chanzas que involucran el amor, productos de la inconstancia masculina (Perdican es francamente simpático; pero también inmaduro y cruel, sobre todo con Rosette); pero también de la coquetería femenina (Camilla es « de humor cambiante », provoca a Perdican, recurre a las mentiras y las trampas). Pero es el himno al amor lo que marca la obra. Este lugar supremo que se le da al amor se desvela magistralmente en la escena 5 del acto II, cuando se confrontan el deseo de un amor sublime y absoluto de Camilla, que, no obstante, tiene miedo de sufrir, y la aceptación de este sufrimiento causado por el amor de Perdican, para quien el amor es la única justificación de la vida. Pero el caso está visto para sentencia: la muerte va a triunfar, de manera real para Rosette y simbólica para Camille y Perdican con el adiós final.
Musset desencadena así la espiral fatal del orgullo: el deseo de dominar al otro y la inconsecuencia de los personajes, que juegan con las palabras y las situaciones, van a conducir trágicamente al fracaso y la muerte. La locura de los hombres los lleva a que encontrar la felicidad en el amor sea imposible: sin darse cuenta, como niños, tejen ellos mismos su destino desgraciado.

### Conclusión
La pieza, escrita para la lectura, presenta una libertad formal que la hace difícil de etiquetar: a la vez comedia y drama, Con el amor no se juega tiene un lugar aparte en el teatro de la época, por sus situaciones y personajes ordinarios, que evocan el mundo de las novelas. Estos protagonistas sin estatus de héroe, más allá de sus puntos en común con Alfred de Musset y George Sand, continúan llegando a los espectadores por la facilidad para identificarse con ellos que ofrecen, en esta y en todas las épocas. Finalmente, la exaltación del sentimiento amoroso, junto con la percepción del trágico de la vida, inscribe la obra entre las más destacables del romanticismo.

## Representaciones
- 1959 : Jean Vilar, en el TNP, Palacio de Chaillot (París)
- 1977 : Simon Eine, en la Comédie-Française (París)[8]
- 1993 : Jean-Pierre Vincent, en elThéâtre Nanterre-Amandiers (Nanterre)
- 2003 : Ladislas Chollat, en el Théâtre El Ranelagh (París)
- 2007 : Philippe Faure, en el Théatre de la Croix-Rousse (Lyon)
- 2009 : Boris Van Overtveldt, en el Théatre des Artisans (París)
- 2009 : Michel Bouttier, en el Théatre Espace Marais (París)
- 2011 : Yves Beaunesne, en el Théâtre du Vieux-Colombier (París)
- 2015 : en el teatro Denise-Pelletier (Montreal)
- 2016 : Yann Lefeivre, en el Trident (Cherbourg-en-Cotentin)

## Adaptación cinematográfica
La obra ha sido llevada a la pantalla en la época del cine mundo por Georges Méliès, en 1908, con el título de On ne badine pas avec l'amour; en 1924, con el mismo título, por Gaston Ravel y Tony Lekain, y en 1926, por Georg Wilhelm Pabst con, especialmente, Werner Krauss y Lili Damita, con el título de Man spielt nicht puso der Liebe. Esta película se considera perdida a día de hoy.
Jean Desailly dirigió su propia versión en 1955, On ne badine pas avec l'amour.

## Música
La música incidental de Camille Santo-Saëns, puesta en escena el 8 de febrero de 1917 el Teatro del Odéon, en París.